# روج أو ماتيتش
روج أو ماتيتش (بالإنجليزية: Rog-O-Matic)‏ هو بوت تطور في عام 1981م للعب وفوز لعبة كمبيوتر روغ، بواسطة أربعة طلاب دراسات عليا في قسم علوم الكمبيوتر في جامعة كارنيجي ميلون في بيتسبرغ: أندرو أبيل، ليونارد هامي، غاي جاكوبسون ومايكل لورين مولدين
وصف البوت بأنه «محارب نظام خبير»، يؤدي Rog-O-Matic أداءً جيدًا عند اختباره ضد لاعبي Rogue الخبراء، حتى أنه يفوز باللعبة.
«في اختبار خلال فترة ثلاثة أسابيع في عام 1983، حصل Rog-O-Matic على متوسط درجات اعلى من أي أفضل 15 لاعباً في جامعة كارنيجي ميلون وفي جامعة تكساس في اوستن، وجد Amulet of yendor في الممر على المستوى السادس والعشرين، استمر على السطح وخرج إلى ضوء النهار.»
نظراً لأن جميع المعلومات في Rogue يتم توصيلها إلى اللاعب عن طريق نص ASCII ، فإن Rog-O-Matic لديه وصول تلقائي إلى نفس المعلومات التي يمتلكها اللاعب البشري. لا يزال البرنامج موضوعاً لبعض الاهتمامات العلمية؛ ورقة عام 2005 تضم: 
«يختلف Rog-O-Matic عن نظام الخبراء التقليدي في انه لديه القدرة على العمل داخل البيئة الديناميكية، على سبيل المثال الأرض والاعداء التي تم انشاؤها عشوائياً. والأهم من ذلك أنه تم تصميم النظام للعمل على الرغم من محدودية المعلومات، تسجيل وتداخل المعرفة حول البيئة عند اكتشافها.»
أحد مؤلفي Rog-O-Matic (ميكيل لورين مالدن)، سيكمل كتابة محرك بحث Lycos.

## روابط خارجية
- "Rogue-like Archive". مؤرشف من الأصل في 2021-07-29. Source for both Rogue and Rog-O-Matic
- "Rogue Archive". غيت هاب. مؤرشف من الأصل في 2025-01-05.